# Aftasiden
De Aftasiden was een Berberse dynastie die regeerden over Badajoz (1022-1094) in het westen van Al-Andalus.

## Geschiedenis
Toen het Kalifaat Córdoba uiteenviel in verschillende Taifa-koninkrijken, nam de Berberse huurling Abdallah ibn Muhammad ibn Maslamah ibn al-Aftas (1022-1045) de controle over Badajoz over na de dood van Sabur al-Khatib (een Slavische lijfeigene, voorheen dienend bij de rechtbank van kalief Al-Hakam II, die zichzelf in 1009 had uitgeroepen tot heerser van Badajoz, en die Ibn al-Aftas diende). Muhammad ibn al-Aftas voegde aan zijn naam de Laqab al-Mansur Billah toe (Zegevierend door de genade van God), en regeerde over een groot deel van Gharb Al-Andalus, van de rivier de Douro tot het zuiden van de rivier de Taag, en vestigde de Taifa van Badajoz. Muhammad ibn al-Aftas stierf in 1045.
Onder de opvolgers van Muhammad ibn al-Aftas, Abu Bakr Muhammad ibn Abdallah al-Muzzaffar (1045-1065) en zijn twee zonen Umar ibn Muhammad al-Mutawakkil (1065-1094 in Évora) en Yahya ibn Muhammad al-Mansur (1065-1072 in Badajoz), controleerde de Taifa van Badajoz niet alleen grote uitgestrekte delen van West-Spanje en Portugal, maar was ook een belangrijk centrum van de islamitische cultuur, die werd gekoesterd door de Aftasid-heersers. In 1055 kwam Badajoz onder de heerschappij van het Koninkrijk León en werd hij gedwongen hulde te brengen. De taifa verloor de controle over grote delen van zijn grondgebied, ten zuiden van de rivier de Mondego (ten zuiden van Coimbra). De Abbadiden-dynastie van Sevilla veroverde delen van hun grondgebied. In 1094 werd het koninkrijk geannexeerd door de Almoravidische dynastie. Badajoz werd eind 1095 ingenomen door de Almoravidische generaal Abu Bakr, met medeweten van de inwoners die genoeg hadden van de fiscale afpersingen van hun emir, Umar ibn Muhammad al-Mutawakkil.
Al-Mutawakkil en twee van zijn zonen Al-Fadl en S'ad werden gevangen genomen en naar Sevilla gestuurd, maar werden voor hun aankomst geëxecuteerd, wat werd geprezen in een gedicht van Ibn 'Abdun. Een andere zoon van Al-Mutawakkil, Al-Mansur, ontsnapte en versterkte zich enige tijd in het kasteel van Montanchez, in de moderne provincie Caceres, en migreerde uiteindelijk samen met zijn volgelingen naar de heerschappij van koning Alfons VI van León, waar hij de islam verliet voor het christendom.

## Aftasidische heersers
- Abdallah ibn Al-Aftas (1022-1045)
- Mohammed b. 'Abdallah, Abu Bakr al-Muzaffar (1045-1068)
- Yahya b. Mohammed (1068)
- Umar b. Mohammed, Abu Hafs al-Mutawakkil (1068-1094), gedood in 1094 of 1095[3]